# 로시아노
로시아노(이탈리아어: Rosciano)는 이탈리아 아브루초주 페스카라도에 위치한 코무네다.